# Dark Warning

Dark Warning es la segunda novela de la serie The Last of the Jedi, basada en el universo de Star Wars, escrita por Jude Watson. Fue publicada por Scholastic Press en inglés en septiembre de 2005. En español su publicación no está prevista y el título se traduciría como "Advertencia Oscura".

## Argumento
Obi-Wan Kenobi, Ferus Olin y un muchacho llamado Trever se dirigen a Red Twiins mientras son perseguidos de cerca por Boba Fett, la nave carece de hipervelocidad por lo que tienen que deshacerse de él en un campo de asteroides, haciendo que Boba, a bordo del Esclavo I se estrelle. Tras escaparse de él, se dirigen al antiguo planeta separatista Acherin.
Allí son recibidos por antiguos separatistas que luchan ahora contra el Imperio por su planeta. Debido a un ataque Imperial a la base de estos, escapan junto con su líder, Toma, y la comandante Raina Quill, y Toma les cuenta que el general Jedi Garen Muln de la República sobrevivió a la Orden 66 pues se encontraba el firmando la rendición de Acherin ante la República con Toma en la base separatista, en ese momento los Clone Troopers atacaron la base, Garen huyó y se fue a las cuevas de cristal de Ilum en busca de Jedis.
La base de Toma está en un asteroide con atmósfera que va viajando por una nebulosa en el espacio y prácticamente ilocalizable por su carácter estático. Feris decide establecer una base allí y Toma y Raina se quedan en el asteroide. 
Obi-Wan viaja a Polis Massa para asegurarse de que el Inquisidor imperial usuario del Lado Oscuro Malorum, encargado de capturar a Ferus, no encuentre nada del nacimiento de los mellizos Skywalker ni de Padmé Amidala.
Por otro lado Ferus viaja a buscar a Garen Muln a Illum. Ferus se adentró en la cueva a través de una entrada custodiada por criaturas Gorgodon, allí dentro logra enfrentarse a las visiones de la Fuerza y consigue cristales para sable de luz. Una vez allí los stormtroopers rodean la cueva, pero Ferus usa el sable de luz de Garen para escapar y dejar atrás a los imperiales y llevarle a él y a Trever de vuelta a la base-asteroide, donde el viejo Jedi pueda recuperarse. Garen les dice que anteriormente había encontrado a la Jedi Fy-Tor-Ana pero que tras esta irse a Coruscant, no ha vuelto. De camino al asteroide paran en Bellassa para que Roan les proporcione equipo.
Obi-Wan también vuelve tras haber tenido éxito ocultando la información a Malorum. Entonces se despide de Ferus y le asegura que puede ser un Jedi. Se sorprende a sí mismo diciendo eso, ya que oficialmente Olin no terminó su entrenamiento y Obi-Wan nunca habría consentido su ascenso a Caballero sin pruebas o una deliberación del Consejo.
Obi-Wan ve entonces que ya no cree en la rigidez de la Antigua Orden y sabe que la Nueva Orden Jedi que edificarán Luke y Leia tendrá en cuenta sentimientos, propiedad, más libertad... Tal y como Yoda se dio cuenta tras el alzamiento del Imperio, habían sido su propia perdición. Qui-Gon Jinn le dice que ya está listo para empezar su nuevo entrenamiento y Obi-Wan comienza a aprender.
Ferus decide dedicarse a buscar a todos los Jedi supervivientes y llevarlos a la base asteroide, tras lo cual parte hacia Coruscant en busca de Fy-Tor-Ana.